# Омега (літера)
Оме́га (грец. ωμέγα, літера велика Ω, буква мала ω) — двадцять четверта і остання літера грецької абетки, в системі грецьких чисел, має значення 800. Буквальне значення, «о велике» на противагу літері омікрон.

## Використання

### Велика літера Ω
- одиниця електричного опору (імпедансу) — Ом;
- тілесний кут;
- простір елементарних подій і достовірна подія в теорії ймовірностей;
- елементарна частинка омега-баріон;

### Мала літера ω
- кругова частота коливань (іноді використовується і велика буква);
- масова частка речовини;
- перше порядкове число, або ординал;
- віддалене положення заступника в молекулі (ω-ненасичені жирні кислоти);
- маса порохового заряду у внутрішній балістиці.
- кутова швидкість.

| Мовознавство | Це незавершена стаття з мовознавства. Ви можете допомогти проєкту, виправивши або дописавши її. |